# NTL (ゲーム会社)
NTLは、「日本のクリエイティブと韓国のオンラインゲーム開発力を融合し、世界に提供できるエンターテインメントを創造する」ことを目指し、東京とソウルを拠点に活動するゲーム開発集団。
日本法人は、東京都目黒区に所在。韓国法人は、ソウル特別市江南区に所在。バンダイナムコグループ、集英社とのコラボレーションのもと、MMORPG「ドラゴンボールオンライン」の企画・開発を担当。
社長は、元アスキーの玉舎直人。取締役CCOに、元テクモ「モンスターファーム」の高宮孝治。その他、日本、韓国ともに、有名タイトルを手がけたスタッフが在籍しており、オンラインゲーム開発においての実力は業界各社から高い評価を得ている。